# Camponotus braunsi
Camponotus braunsi är en myrart som beskrevs av Mayr 1895. Camponotus braunsi ingår i släktet hästmyror, och familjen myror.

## Underarter
Arten delas in i följande underarter:
- C. b. braunsi
- C. b. candidus
- C. b. epinotalis
- C. b. erythromelus